# 天津话
天津话（国际音标：/tʰi̯ɛn21 ʨin21 xu̯a53/ > [tʰi̯ɛȵ21 ʨiŋ11 xu̯a53]），汉语官话的一种。流行于天津市内六区（和平、河西、河东、河北、南开、红桥）塘沽城区（大沽、新城、塘沽、于家堡、邓善沽等沿海河两岸地区），在說冀魯官話的静海、寶坻、宁河和說北京官话的武清包围下形成一个方言岛。異于多数的官话方言，天津话具有极其丰富的连读变调、文白异读。

## 分布
天津方言学家李世瑜曾在比较了天津话与周边方言的特点后，认为天津话是一个孤立的方言岛，於1991年提出了“天津方言岛”学说。即天津话不是由周边的方言演变而成，而是被周边相似方言包围的，像一个孤岛一样的独立的方言区。以阴平的低降作为判定天津话的标准，李世瑜发现天津话与周边方言的分割线与现在天津市的行政管辖区界并不一致。天津话同言线所围成的范围大致是一个尖朝底的倒置的等腰三角形，左上的顶点是西边的曹庄子，从这里一直向东沿津浦铁路线到东边的徐庄子、赵庄子，再向南经张贵庄、芦庄子、北马集和南马集一直最南到底部的顶点大韩庄，再向西北经大芦北口、卞庄、邢庄子再回到曹庄子。该方言岛东北的方言（如宁河话）属于向冀鲁官话过渡的方言，西北的方言（如武清话）向北京官话过渡，西南和东南则属属于冀鲁官话的静海话，天津话地区被冀鲁官话与北京官话包围。

## 历史与发展

### 起源
天津人是“燕王扫北”时从江淮一带移来的，因此天津话来源于苏、皖。根据这种说法，“燕王扫北”即明成祖朱棣在登基之前被封为燕王，被明太祖朱元璋派往燕京、天津一带戍边。同时他也带去了不少家乡及附近的人——包括大量皖北人和苏北人等——戍边屯垦。后来朱棣發動靖難的政变，夺取帝位，永樂遷都後，赐名天津这个地名，在此筑城设卫，即天津卫。至此，天津成为真正的城市，并且从皖北及苏北来的军人是最大的群体。他们的家眷、亲属等也随他们迁入天津。这样，他们占据了当地的上层地位，其使用的下江官话和中原官话也成为日常语言，对北京官话的清入声入派四声产生影响。到了清朝，天津改为州，后来改为府。天津在清代也是淮军的大本营。天津同北京的经济、文化交流日益频繁，而且天津还是离京城最近的大都市，不少官员、贵族等在此做官或修宅。因此，宫廷用语开始影响天津话。此时，天津话开始同北京话进行了双向影响。天津话与北京话出现了大量相同的词汇与读音。而从清朝晚期到中华人民共和国成立，很多曲艺形式，包括京剧、相声、京韵大鼓等都经历大发展，不少艺术家在京津两地演出，其中不乏名家，也在一定程度上促进了北京话与天津话的相互影响。如“捅漏子”的“漏子”，原本是北京话；而“糟改”原本是天津话，但在京津两地都有使用。
李世瑜通过实地考察发现，天津话阴平调值与以宿州为中心的淮北平原地区的方言最为接近，并认为天津话脱胎于此。他认为，蚌埠、凤阳一带方言与天津话的阴平（一声）都读低平调，其他的音调都与天津话有差距，特别天津话是没有入声字，而蚌埠、凤阳的方言都保存了许多入声字，而宿州地区的方言则与天津话非常接近，李世瑜用天津话与当地人对话中，当地人甚至没能认出李世瑜是外地人。然而，宿州话的清入声入派方法和中原官话一样，清入声入派阴平，而天津话和石家庄-沧州一线以北所有的方言一样，都是清入入派四声，有很大不同，故一些学者将天津话分类在冀鲁官话保唐片天津小片。最近二十年间北京官话和东北官话以及冀鲁官话中清声入派四声的语言，被一些学者合并在北京官话中，天津话也因此被视为北京官话的一支。另外一些学者则以天津话声调格局与宿州、固镇话的相似作为判别天津话起源的标准，将天津话归类为中原官话，譬如南开大学语言学家黄天宇，周子渘即认为天津话是明代“南京”（辖安徽江苏区域）的南京官话在周边北京、冀鲁官话浸透影响下的产物。

### 语言分类归属
- 北京官话说：因天津话清入声入派基本符合北京官话的方法，部分专家以此为主要依据将天津话归入北京官话的一支，一般归入到怀承片中。
- 中原官话说：李世瑜、谭汝为为首的天津本土语言学家认定皖北地区方言为天津话的母方言，今固镇、宿州、淮南一带的方言属于中原官话，则认为属于中原官话，且天津话入声派入到阴平的音明显比华北方言多，比如“血”，“雪”“骨”等字；一般归入到信蚌片中。
- 江淮官话说：天津话平翘属于南京型，属于于北方官话中不存在的而仅存在于南方官话的平翘分派类型；其次《韵籁》中记载的老天津话具有独立入声调，李鶱棹等人认为《韵籁》中所记载的天津话完全可以划入江淮官话当中[來源請求]；合肥语言学家王广汉认为天津话脱骨自合肥话，故属于江淮官话；现代天津话除入声消失外其余四声调值格局完全与合肥话相同，属于典型的淮西型调值格局，尤其是天津话的低降调（21）阴平在华北方言中不存在而在江淮官话中属于典型调值，譬如扬州话、南通话、合肥话等就都具有与天津话完全一致的阴平调值。一般天津话被归入到洪巢片中。
- 天津官话说：一些人认为天津话同时具有江淮官话和华北方言的特点，故将其独立成官话区更为合理。

### 演变过程与现状
最早较完整地记录天津话语音的是清朝华长忠（1805－1858，天津人）所著的《韵籁》一书，书前有高阳李鸿藻序文一篇，时光绪十五年（1889年）。书中的声母系统与现代天津方言基本一致，例如其不分尖团，日母字一部分变为齐齿呼零声母，梗通摄合口三等影喻母部分字（雍邕庸勇用）读 [ʐ] 声母，零声母字开口呼产生一个 [ŋ] 声母。书中记录知组读 [ʈʂ] 声母的不限于 [ʅ] 韵母字，其他知庄章组字大部分也读 [ʈʂ] 声母，只有个别知组字并入了庄组读 [ʦ] 声母；[u̯eɪ̯]、[ʊŋ] 严格按知章组和庄组区分 [ʈʂ] [ʦ]，其他韵母字则读 [ʦ] 组声母，即呈现出一种“扩散型的齿音字化”演变过程。
现代的天津话有老新派之分，老派天津话又可根据齿音字（/ʦ, ʦʰ, s/）的多少大致分为甲、乙两类。甲类天津话流行于海河以西包括城厢和西头一带，齿音字少，翘舌音（/ʈʂ, ʈʂʰ, ʂ/）多。乙类天津话则是海河以东，包括旧河东、大直沽、河北一带，以及塘沽城区（从新城镇开始到于家堡等海河两岸地区），其齿音字较多。这两类的定型据认为是在19世纪末20世纪初左右，受到了东南西三个方向包围天津话方言岛的静海话的影响，因为西郊毗邻的是齿音字不多的静海话，而东郊则正是齿音字多的静海话（海下方言）。随着人口流动的增加，现在已经极难找到使用纯甲类或乙类天津话的人，两种老派天津话可以说是已完全混同。随之产生的是所谓丙类天津话，即新派天津话，它的特征是在知庄章组字和日母字的读音方面体现出较大的个体差异。若无普通话的影响，根据天津话既有的发展趋势可以预测这两类声母将在新派天津话中逐步合并为一类齿音字，呈现出 [ʈʂ > ʈʂ/ʦ > ʦ] 的演变路径，从而结束 [ʈʂ] [ʦ] 无条件的自由变读。然而，在普通话的影响下，新派天津话发展总的趋势却是向普通话靠拢。以齿音字为例，相当一部分人齿音字与翘舌字的读法向普通话的读法接近，有时甚至完全与普通话相同；另一部分人则维持现有齿音字和翘舌字的分布，或者继续着天津话的发展趋势而（“矫枉过正”地）将这两组声母全读齿音，使得新派天津话具有了更突出的自由变读现象。韵母和声调方面，仅阴平保留低降，韵母和其他调值也有向普通话靠拢的现象。新派天津话的生命力很强，可认为它是天津话未来发展的方向。
就现状而言，可以认为短期内天津话在天津的地位还算比较稳固，但随着普通话的普及，天津话被普通话取代以至消失的可能性越来越大。葛士玮（2010）的调查显示天津方言在天津百姓心中的地位是比较高的。大多数男性喜欢听也喜欢说天津话，不少男性认为讲天津话很“男人”，说普通话显得“娘娘腔”；天津的女性喜欢听男性讲天津话，但文化水平较高的女性更喜欢使用普通话，觉得这样让自己显得高雅斯文。另一方面，绝大多数男性和女性认为用普通话教育子女可以让子女更好地融入社会，而且讲普通话是有素质、有教养的象征，甚至是一个人身份地位的象征，意即普通话在作为强势语言的同时也被视为是优势语言。目前天津的大中学生的口语中，可以见到普通话正在取代天津话，特别是重点学校的学生，大多数以普通话作为平时与同辈沟通的语言，不少无法以天津话与他人对话。

## 音系
天津话文读音系属于比较典型的官话音系，白读系统于官话中比较特殊，低降21的阴平调可以说是天津话最显著的区别点。以下从各方面进行介绍。

### 声母
天津方言有23-24个声母，见下：
|        |          | 双唇        | 唇齿       | 齿龈         | 卷舌           | 龈颚         | 软腭         | 声门       |
| ------ | -------- | ----------- | ---------- | ------------ | -------------- | ------------ | ------------ | ---------- |
| 鼻音   | 鼻音     | /m/ 迷木门  |            | /n/ 怒女安爱 |                |              | (/ŋ/ 爱安袄) |            |
| 塞音   | 清不送气 | /p/ 巴别不  |            | /t/ 丁大到   |                |              | /k/ 痂古给   | Ø 言文元而 |
| 塞音   | 清送气   | /pʰ/ 怕普皮 |            | /tʰ/ 聽他太  |                |              | /kʰ/ 空哭看  | Ø 言文元而 |
| 擦音   | 清       |             | /f/ 方发福 | /s/ 森三色   | (/ʂ/ 雙书是)   | /ɕ/ 心西鞋   | /x/ 好灰胡   |            |
| 擦音   | 浊       |             | /v/ 挖为文 |              | /ʐ/ 日(绕然)用 |              |              |            |
| 塞擦音 | 清不送气 |             |            | /t͡s/ 增做就  | (/ʈ͡ʂ/ 真只正)  | /t͡ɕ/ 九经结  |              |            |
| 塞擦音 | 清送气   |             |            | /t͡sʰ/ 寸粗藏 | (/ʈ͡ʂʰ/ 春出常) | /t͡ɕʰ/ 秋权去 |              |            |
| 边近音 | 边近音   |             |            | /l/ 來路绿   |                |              |              |            |
天津话的声母系统与普通话大致相同，但有些字的声母并不相同。主要就是齿音字问题，部分普通话中卷舌音（/ʈʂ, ʈʂʰ, ʂ/）的字在天津话中读为齿音（/ʦ, ʦʰ, s/）。其分布与中古音有一定的对应关系，见靳瑢（1985）、张旭（1987）。具体的情况有很大的差异，与个人使用的天津话类型有关系，也因为个人的语言习惯和学习语言的能力而不同。每类天津话，甚至每个说天津话的人齿音字的多少都是不一样的。一般地讲，教育程度越高的人，使用卷舌音的字也越多。有些卷舌音字读齿音的几率较高，列在下面：
- ‹z/zh-›：之止址支枝旨只纸，渣闸眨乍炸铡，摘宅窄债斋債，辄，找罩，爪抓，皱，斩盏绽站栈，榛，争睁，逐烛竹筑祝助铸，桌捉镯琢，拽，椎追赘坠缀，庄装撞状壮，中钟忠终种肿众重
- ‹c/ch-›：齿翅，查插茶察茶岔，钗柴拆，巢炒吵，瞅，掺谗产，衬，撑，初锄雏楚础畜触，戳辍，揣踹，吹炊垂捶，窗疮床闯创，充冲虫重宠崇
- ‹s/sh-›：诗尸施师狮时使屎史始市视示士侍氏事是，沙纱杀，筛晒色，谁，稍梢哨，瘦，山删衫，参渗肾，生甥笙牲省，梳叔蔬赎塾束述数恕术淑，刷耍，朔，衰摔率甩帅，谁水税睡，闩栓涮，霜双爽

除了齿音问题外，天津话与普通话声母相异的还有 m, n, l, r 及零声母的一些字。这包括：
- 普通话 ‹r› [ʐ] - 天津话 ‹y› [j]，[15]除后接 ‹-i› [-ʅ] 外的所有普通话 ‹r› [ʐ] 字基本都有此倾向，个别字保留了 ‹r› [ʐ] 声母，这主要集中在一些古入声字中，如“日、若、弱”等。[16]如：
‹ran› - ‹yan›：然染髯
‹rang› - ‹yang›：让嚷瓤
‹rao› - ‹yao›：饶绕扰
‹re› - ‹ye›：热惹
‹ren› - ‹yin›：人仁忍任认刃韧（乙类天津话）
‹reng› - ‹ying›：扔仍（乙类天津话）
‹rong› - ‹yong›：荣容溶戎绒冗茸融
‹rou› - ‹you›：肉柔糅
‹ru› - ‹yu›：如入儒濡辱汝
‹run› - ‹yun›：闰润
- 普通话 ‹y› [j] - 天津话 ‹r› [ʐ]，仅限于 ‹yong› [i̯ʊŋ]。如：
‹yong› - ‹rong›：拥庸雍傭永泳涌勇用佣
- 一些普通话的零声母音节 [aɪ̯], [an], [ɑŋ], [ɑʊ̯], [ɤ], [ən], [ɤʊ̯] 在天津话有 [n] 声母。[15][16]杨自翔（1988）[17]和石锋（1988）[18]记录当时的老天津人还有读“安、袄、爱”等字为 [ŋ] 声母，这个 [ŋ] 很可能是现在 [n] 的前身。[19]例如：
‹ai› [aɪ̯] - ‹nai›：哀挨矮蔼爱碍
‹an› [an] - ‹nan›：安鞍庵俺按案暗
‹ang› [ɑŋ] - ‹nang›：肮昂
‹ao› [ɑʊ̯] - ‹nao›：熬袄遨翱傲奥懊
‹e› [ɤ] - ‹ne›：额俄娥讹恶扼遏萼
饿：天津话读 ‹wò› [u̯ɔ53] 或 ‹vò› [vɔ53]（少见）
‹en› [ən] - ‹nen›：恩摁
‹ou› [ɤʊ̯] - ‹nou›：欧鸥殴偶
其他如：“言语” [ni̯ɛn45 y3]（“出声说话”）。
- 普通话零声母中合口呼的字，[u] 一般被浊辅音 [v] 置换，只有在单韵母或后面紧跟着一个后偏高的圆唇元音时才保持不变，如“我”[u̯ɔ24]、“屋”[u21]。[16]
- 一些普通话的零声母音节 [aɪ̯] 在天津话有 ‹y› [j] 声母，如：埃凹坳盎（新派天津话少见）。[2]
- 普通话的“嫩”[nən51]、“灭”[mi̯ɛ51]，天津话读作 [lən53]、[ni̯ɛ53]。[15]
- 一字多音：[16]
“在、再”：[taɪ̯53] ~ [ʦaɪ̯53]
“这”：[ʦeɪ̯53], [ʨi̯ɛ53], [ʈʂɤ53]（用法略异；第三音罕）
“就”：[ʦɤʊ̯53], [ʨi̯ɤʊ̯53]
这实质上是精组部分字白读音表现出的声母未颚化的残迹。另如“俊”[ʦu̯ən53]，意为“貌美”，例：“这个孩子长得多俊啊”/ʨi̯ɛ53 xaɪ̯45 ɿ5 ʦɑŋə24 tu̯ɔ45 ʦun53 na3/。
“如”：[ʐu45] ~ [ju45] ~ [y53]
“扫”：[sɑʊ̯24] ~ [ʦʰɑʊ̯24] ~ [ʈʂʰɑʊ̯24]

### 韵母
天津话有韵母37个，见下：
| Ø         | -i-        | -u-            | -y-                   |
| 资词 /ɿ/  | 第急 /i/   | 故木 /u/       | 虚于 /y/              |
| 知食 /ʅ/  |            |                |                       |
| 儿尔 /ɑɻ/ |            |                |                       |
| 爬辣 /ɑ/  | 架夹 /i̯ɑ/  | 花刮 /u̯ɑ/      |                       |
| 河或 /ɤ/  | 姐野 /i̯ɛ/  |                | 靴缺 /y̯œ/             |
| 模迫 /ɔ/  |            | 过夺 /u̯ɔ/      |                       |
| 太白 /aɪ̯/ |            | 怪帅 /u̯aɪ̯/     |                       |
| 北倍 /eɪ̯/ |            | 桂贵吕女 /u̯eɪ̯/ |                       |
| 保阁 /ɑʊ̯/ | 挑票 /i̯ɑʊ̯/ |                |                       |
| 斗丑 /ɤʊ̯/ | 流秋 /i̯ɤʊ̯/ |                |                       |
| 胆三 /an/ | 间衔 /i̯ɛn/ | 短酸 /u̯an/     | 权圆 /y̯ɛn/            |
| 根森 /ən/ | 紧林 /in/  | 魂困 /u̯ən/     | 群勋 /yn/             |
| 党仓 /ɑŋ/ | 讲良 /i̯ɑŋ/ | 光床 /u̯ɑŋ/     |                       |
| 庚横 /əŋ/ | 灵星 /iŋ/  | 红东 /ʊŋ/      | 兄雄 /i̯ʊŋ[2], yŋ[13]/ |
天津话的韵母与普通话大致相同，只是部分字有差异（一些音在新派天津话少见）：
- 普通话 ‹m, n, l› 声母的字中，一些字韵母不同。
谋：天津话读 ‹mo›，普通话读 ‹mou›
冥瞑溟：天津话读 ‹min›，普通话读 ‹ming›
农浓侬：天津话读 ‹nu›，普通话读 ‹nong›
虐：天津话读 ‹nie›，普通话读 ‹nüe›
女：乙类天津话读 ‹nui›，普通话读 ‹nü›
驴旅履屡吕率绿律虑：乙类天津话读 ‹lui›，普通话读 ‹lü›
- 有些天津话的韵母是 ‹e, an, eng› 的，普通话是 ‹uo, uan, ong›，即加上 ‹u› 成为复韵母。[16]
糯诺：天津话读 ‹ne›，普通话读 ‹nuo›
洛落络骆落：天津话读 ‹le›，普通话读 ‹luo›
豁或惑：天津话读 ‹he›，普通话读 ‹huo›
若弱：天津话读 ‹ye›，普通话读 ‹ruo›
峦滦鸾銮孪卵：天津话读 ‹lan›，普通话读 ‹luan›
脓弄：天津话读 ‹neng›，普通话读 ‹nong›
- 在儿化韵方面，天津话有儿化韵母21个（见下表[5]）。儿化的情况与北京话不同之处在于阳声韵的儿化。天津话把原韵母的元音保留得很好，读得很重，韵尾和 ‹r› 的读音很轻；北京话则将原韵母保留得很少，‹r› 的读音较重。譬如北京话的“把儿”像天津话的“半儿”，北京话的“花儿”像天津话的“欢儿”，北京话的“月儿”像天津话的“院儿”。[2]

| /ɑɻ/ (< /ɑ/, /ɑŋ/)            | /jɑɻ/ (< /i̯ɑ/)       | /wɑɻ/ (< /u̯ɑ/)         |                      |
| /ɤɻ/ (< /ɤ/, /əŋ/)            | /jɛɻ/ (< /i̯ɛ/, /iŋ/) | /uɻ/ (< /u/)           | /ɥœɻ/ (< /y̯œ/, /yŋ/) |
| /əɻ/ (< /ɿ/, /ʅ/, /eɪ̯/, /ən/) | /jəɻ/ (< /i/, /in/)  | /wəɻ/ (< /u̯eɪ̯/, /u̯ən/) | /ɥəɻ/ (< /y/, /yn/)  |
| /ɔɻ/ (< /ɔ/)                  |                      | /wɔɻ/ (< /u̯ɔ/, /ʊŋ/)   |                      |
| /ɑɔɻ/ (< /ɑʊ̯/)                | /jɑɔɻ/ (< /i̯ɑʊ̯/)     |                        |                      |
| /oʊɻ/ (< /ɤʊ̯/)                | /joʊɻ/ (< /i̯ɤʊ̯/)     |                        |                      |
| /aɻ/ (< /aɪ̯/, /an/)           | /jaɻ/ (< /i̯ɛn/)      | /waɻ/ (< /u̯aɪ̯/, /u̯an/) | /ɥaɻ/ (< /y̯ɛn/)      |

### 声调
天津话的四个声调与普通话的对比如下：
| 声调   | 阴平         | 阳平         | 上声         | 去声         |
| ------ | ------------ | ------------ | ------------ | ------------ |
| 天津话 | ˨˩ (21) 低降 | ˦˥ (45) 高升 | ˨˦ (24) 低升 | ˥˧ (53) 高降 |
| 普通话 | ˥ (55)       | ˧˥ (35)      | ˨˩˦ (214)    | ˥˩ (51)      |
天津话的阴平是低降调，这是天津话相比于普通话最显著的特点。其他三个声调与普通话相比虽也有差别，但不够明显。只是天津话的上声字（分析为113、24或213）降调部分不明显，有时听起来像普通话的阳平字，如“你”[ni24]音似“泥”[ni35]。
王晓梅（2011）认为天津话的声调自1950年起发生了较大的变化，表现为阴平由低平11逐渐变为现在的低降31，阳平由高平55变为高升34或45，去声从53变为51，上声214不变。她在对比普通话的调值后，认为普通话的影响是天津话四声调值变化的来源。
天津话和普通话的大多数字所属调类是相同的，但有一百余字的调类不同。下表根据李世瑜（1992）的研究列出。随着普通话的推广和校园中普通话正音教学的影响，新派天津话中下述读音有些已不常用。
| 字                                                   | 天津话调类 | 普通话调类     |
| ---------------------------------------------------- | ---------- | -------------- |
| 骨（骨肉）帖（请帖）脚饺角（豆角）曲雪血宿（一宿）郝 | 阴平       | 上声           |
| 猫鸽抡捞撩擦（擦粉）疾                               | 阳平       | 阴平           |
| 笔帖储蚂（蚂蚁）                                     | 阳平       | 上声           |
| 必帖（字帖）刻殉畜                                   | 阳平       | 去声           |
| 颇芳砒都（副词）笺缄嬉脂遮刮稍                       | 上声       | 阴平（北京话） |
| 仆朴潜而决鞠                                         | 上声       | 阴平或阳平     |
| 钉突看答吸惜息悉析晰稽激击迹积绩                     | 去声       | 阴平           |
| 蝶集击籍棘辑昔熄袭逐怡颐淑没（mei）                  | 去声       | 阴平和阳平     |
| 且                                                   | 去声       | 上声           |

### 连读变调
天津话的四个基本声调，在普通的二字组合中有16种可能，其中6个会发生变调。变调皆在前字发生，后字调形稳定。
| 第一/二音節      | 阴平 (21) （低）            | 阳平 (45) （高）       | 上声 (24) （升）       | 去声 (53) （降）       |
| ---------------- | --------------------------- | ---------------------- | ---------------------- | ---------------------- |
| 阴平 (21) （低） | 升低 (24 21)[注1] 观音 开车 | 中华 金银              | 天主 生产              | 金库 希望              |
| 阳平 (45) （高） | 桃花 回家                   | 红糖 长城              | 鞋底 良好              | 罗汉 鞋店              |
| 上声 (24) （升） | 火车 紧张                   | 低高 (21 45) 主人 找钱 | 高升 (45 24) 选举 总理 | 低降 (21 53) 手段 讲话 |
| 去声 (53) （降） | 高低 (45 21) 汽车 送书      | 汽油 问题              | 怕死 市长              | 低降 (21 53) 世界 运动 |
1. 新派天津话中，阴平(21)＋阴平(21)的二字组除变为上声(24)＋阴平(21)外，还有一种新的变调方式阳平(45)＋阴平(21)，例：飞机/feɪ̯21-45 ʨi21/。[20]这种新的变调现象尤其多见于年轻女性的口语中，它的产生可能是与天津话中阳平调的稳定性有关。[22]
2. 天津话的连读变调的一个例子：“温居”一词，《汉语大辞典》给出的含义为“舊時指前往親友新居賀喜”。受天津话连读变调的制约，“温居”读为 /vən21-24 ʨy21/，前字读若上声，使得该词在天津普通话中也读为 /u̯ən21 ʨy55/ ~ /vən21 ʨy55/，天津人因此常将“温居”误写为“稳居”。

黄良喜等将阴平、阳平、上声和去声从调素上分别分析为低(l)、高(h)、升(lh)和降(hl)，提出天津话二字词的变调是受以下两种制约：
- 不同形：不允许两个相同调形相邻。如：低低 → 升低。
- 不同高：不允许两个相同调高相邻。如：降低 → 高低。

这两个规则可以基本解释二字组合的变调情况，但对于两个相邻阳平（高高）不变调的现象则无能为力。
天津话的三字组调类组合有64种，以下是所有三字组合的变调结果：
| 前二音节＼第三音节 | 阴平 (21) （低）  | 阳平 (45) （高）  | 上声 (24) （升）  | 去声 (53) （降）  |
| ------------------ | ----------------- | ----------------- | ----------------- | ----------------- |
| 低低 (21 21)       | 低升低 (21 24 21) | 升低高 (24 21 45) | 升低升 (24 21 24) | 升低降 (24 21 53) |
| 低高 (21 45)       | 低高低 (21 45 21) | 低高高 (21 45 45) | 低高升 (21 45 24) | 低高降 (21 45 53) |
| 低升 (21 24)       | 低升低 (21 24 21) | 低低高 (21 21 45) | 低高升 (21 45 24) | 低低降 (21 21 53) |
| 低降 (21 53)       | 低高低 (21 45 21) | 低降高 (21 53 45) | 低降升 (21 53 24) | 升低降 (24 21 53) |
| 高低 (45 21)       | 高升低 (45 24 21) | 高低高 (45 21 45) | 高低升 (45 21 24) | 高低降 (45 21 53) |
| 高高 (45 45)       | 高高低 (45 45 21) | 高高高 (45 45 45) | 高高升 (45 45 24) | 高高降 (45 45 53) |
| 高升 (45 24)       | 高升低 (45 24 21) | 高低高 (45 21 45) | 高高升 (45 45 24) | 高低降 (45 21 53) |
| 高降 (45 53)       | 高高低 (45 45 21) | 高降高 (45 53 45) | 高降升 (45 53 24) | 高低降 (45 21 53) |
| 升低 (24 21)       | 高升低 (45 24 21) | 升低高 (24 21 45) | 升低升 (24 21 24) | 升低降 (24 21 53) |
| 升高 (24 45)       | 低高低 (21 45 21) | 低高高 (21 45 45) | 低高升 (21 45 24) | 低高降 (21 45 53) |
| 升升 (24 24)       | 高升低 (45 24 21) | 高升高 (45 24 45) | 高高升 (45 45 24) | 高低降 (45 21 53) |
| 升降 (24 53)       | 低高低 (21 45 21) | 低降高 (21 53 45) | 低降升 (21 53 24) | 升低降 (24 21 53) |
| 降低 (53 21)       | 降升低 (53 24 21) | 高低高 (45 21 45) | 高低升 (45 21 24) | 高低降 (45 21 53) |
| 降高 (53 45)       | 降高低 (53 45 21) | 降高高 (53 45 45) | 降高升 (53 45 24) | 降高降 (53 45 53) |
| 降升 (53 24)       | 降升低 (53 24 21) | 降低高 (53 21 45) | 降高升 (53 45 24) | 降低降 (53 21 53) |
| 降降 (53 53)       | 低高低 (21 45 21) | 低降高 (21 53 45) | 低降升 (21 53 24) | 高低降 (45 21 53) |
一共39组有变调。其中24组只有一种变调可能，不存在推导的问题。其余15组涉及多种变调可能，最终的变调结果可通过如下规则推导出来：
- 步骤一：左到右施行同形变调规则
- 步骤二：方向转换条件，即：如果基本方向（即左到右）产生同调形相邻的变调环境，变调方向则转换为右到左。
- 步骤三：施行同高变调规则

### 连读音变
吞音的现象在天津话中比较严重，尤见于常用的词汇中。天津的老百姓有时称之为“糖音”——似口中含糖时讲话含混不清貌，形容为“四个字的词念成三个字，三个字的词念成两个字”。三字词如“派出所”、“不知道”，快读时第二个字可能无法分辨出来。许多双音节词也弱化为单音节，如“一个”→“一”。因此在天津很容易听到要求分辨第二个音节的提示，譬如：
- 甲：那女的叫嘛？/neɪ̯53 nu̯eɪ̯24 də3 ʨi̯ɑʊ̯21 mɑ53/
- 乙：李玉雯。/lʏ2 ʏ53 vən45/
- 甲：李嘛雯？/li21 mɑ53 vən45/

吞音现象中涉及的音变规律很多，以下仅粗略介绍，详阅黄良喜等（2005）、崔建新等（1995）和黄良喜等（2006）等文章。
- 吃字：中间的音节几乎无成阻，从而在感知上形成一个无声过渡点，使前后字音间有了一瞬的间隔。例如：
派出所：/pʰaɪ̯53 ʈʂʰu21 su̯ɔ24/ → “派所”/pʰaɪ̯53 su̯ɔ24/
劝业场：/ʨʰy̯ɛn53 i̯ɛ53 ʈʂʰɑŋ24/ → “劝场”/ʨʰy̯ɛn53 ʈʂʰɑŋ24/
- 双音节化（三字念作两字）：前两个音节合并为一个音节。例如：
滨江道：/pin21 ʨi̯ɑŋ21 tɑʊ̯5/ → /pi̯ɑŋ21 tɑʊ̯5/
红卫兵：/xʊŋ45 u̯eɪ̯53 piŋ21/ → /xʊ̯ɛ̃45 piŋ21/
给我拿：/kɛ45 u̯ɔ24 nɑ45/ → /ku̯ɔ45 nɑ45/ → /koʊ̯45 nɑ45/
多少钱：/tu̯ɔ21 ʂɑʊ̯24 ʨʰi̯ɛn45/ → /tu̯ɔ21 ʂɑʊ̯21 ʨʰi̯ɛn45/ → /tɔɻ21 ʨʰi̯ɛn45/
不知道：/pu53 ʈʂʅ21 tɑʊ̯53/ → /puɻ21 tɑʊ̯53/
- 其他：
知道：/ʈʂʅ21 tɑʊ̯1/ → /ʈʂʅ21 lɑʊ̯1/ → /ʈʂʅ21 ɑʊ̯1/
南京路：/nan45 ʨiŋ21 lu53/ → /nɑŋ5 ŋ̍2 lu53/
你妈妈（詈词）：/ni24 mɑ21 m̩1/
是不是啊：/ʂʅ53 pu45 ʂʅ53 ɑ3/ → /ʂʅv53 ʐɑ3/ ~ /sɿv53 ʐɑ3/
吃完了回去就饿：/ʈʂʰʅ21 van45 lə2 ˈxu̯eɪ̯45 ʨi̥3 ʨi̯əʊ̯53 u̯ɔ53/
在门口儿：/taɪ̯42 m̩45 kʰoʊɻ214/
你想干嘛（你想干什么）：/ni45 xʲaŋ24 kɑ21 mɑ53/
他们把你怎么的了（他们把你怎么着了）：/tam21 pa(ɪ̯)45 ni24 nəm21 ti53 lə2/
你怎么就那么爱人儿呢（你怎么那么可爱啊）：/ni45 nəm21 ʦəʊ̯53 nəm53 naɪ̯53 jəɻ45 nə2/

### 文白异读
| 汉字 | 白读        | 文读       |
| ---- | ----------- | ---------- |
| 把   | bai3        | ba3        |
| 拉   | lai3        | la1        |
| 今   | zen1        | jin1       |
| 测   | zei1        | ce4        |
| 溅   | zen1        | jian4      |
| 堆   | zui1        | dui1       |
| 卜   | bei1        | bo/bu3     |
| 似   | sai4        | si4        |
| 街   | gai1        | jiai1/jie1 |
| 鞋   | hai2        | xiai2/xie2 |
| 匙   | su1         | shi2       |
| 本   | men3        | ben3       |
| 声   | se1         | seng1      |
| 言   | nian2       | yan2       |
| 音   | yun1        | yin1       |
| 披   | pei1        | pi1        |
| 弄   | leng1/long4 | neng4      |
| 觉   | jiao1       | jue2/jiao3 |
| 无   | mu4         | vu2        |
| 影   | ya3         | ying3      |
| 不   | ba1         | bu4        |
| 笔   | bei3        | bi2        |
| 浮   | fou2        | fu2        |
| 上   | hang1       | sang4      |
| 下   | xie1        | xia4       |
| 算   | san4        | suan4      |
| 阁   | gao3        | ge2        |
| 港   | jiang3      | gang3      |
| 堡   | pu4         | bao3       |
| 知   | ji1         | zhi1       |
| 大   | dai4        | da4        |
| 这   | zei4        | jie4       |
| 厉   | lie4        | li4        |
| 魄   | pei3        | po4        |
| 好   | hu1         | hao3       |
| 撞   | cuang4      | zuang4     |
| 殊   | cu1         | su1        |
| 含   | hen2        | han2       |
| 足   | ju1         | zu2        |
| 蒸   | teng1       | zeng1      |
| 尾   | yi3         | vei3       |
| 速   | sou4        | su4        |
| 白   | bo2         | bai2       |
| 搞   | ga3         | gao3       |
| 么   | ma4         | me1        |

## 词汇
特征性词汇列在下面。
| 字             | 音                     | 義                                         | 例                                                                   |
| -------------- | ---------------------- | ------------------------------------------ | -------------------------------------------------------------------- |
| 么             | [mɑ53]                 | 什么                                       | 嘎嘛（干嘛）；为嘛；嘛玩儿（什么东西、怎么回事）；嘛呀               |
| 这             | [ʦeɪ̯53], [ʨi̯ɛ53][註 1] | 这个                                       | 别介（不要这样）                                                     |
| 那             | [neɪ̯53]                | 那个                                       | 内嘛                                                                 |
| 这合儿[註 2]   | [ʨi̯ɛ53 ɦɤɻ2]           | 这里                                       |                                                                      |
| 那儿合儿[註 2] | [nɑɻ53 ɦɤɻ2]           | 那里                                       |                                                                      |
| 哪儿合儿[註 2] | [nɑɻ24 ɦɤɻ2]           | 哪里                                       |                                                                      |
| 倍儿[註 3]     | [pəɻ53]                | 很，特别                                   | 倍儿棒；倍儿哏儿；倍儿好                                             |
| 似的           | [saɪ̯53]                | 好像                                       | 跟那嘛赛的；他美得吃了蜜赛的                                         |
| 哏儿           | [kəɻ45]                | 有趣，有意思；事情好，人漂亮               | 真哏儿哎；介事儿哏儿吧                                               |
| 地界儿         | [ti53/45 ʨjəɻ2]        | 地方，地点                                 | 这地界儿挺宽敞的；那地界儿在哪儿合儿                                 |
| 辙／辄         | [ʈʂɤ45] ~ [ʦɤ45]       | 办法                                       | 没辙；想辙；有嘛辙呢                                                 |
| 俊             | [ʦu̯ən53]               | 人漂亮                                     | 小孩儿长得真俊                                                       |
| 鬊[註 4]       | [ʂu̯ən45] ~ [su̯ən45]    | 难看，难堪，不好                           | 鬊鸟儿；鬊德性；鬊样儿；穿这个鬊；大小伙子比不上姑娘，多鬊           |
| 势             | [ʂʅ53]                 | 傻                                         | 这孩子恁么势不叽的呢；他那人有点儿势                                 |
| 崴，崴泥       | [vaɪ̯21 ni45]           | 糟了，事出差错                             | 介下子算崴泥了                                                       |
| 惹惹           | [ʐɤ24 ʐə3]             | 不办正事，乱起哄，瞎胡闹[25]               | 跟着瞎惹惹                                                           |
| 㞎㞎           | [pɑ214 pɑ3]            | 大便                                       |                                                                      |
| 糟改           | [ʦɑʊ̯21 kaɪ̯24]          | 讽刺、挖苦                                 | 介不拿我糟改吗                                                       |
| 屄剋           | [pi21 keɪ̯53]           | 詈词，对人的藐称；男性特别要好的朋友间互称 | 你BK的；你BK的最近死哪儿去了，恁么长时间不给我打电话也               |
| 二八八         | [ɑɻ53 pɑ24 pɑ21]       | （水平、质量等）一般，中等偏下的           | 介窄道儿，也就您介样儿的老司机能过去，换个二八八的，准卡那儿（合儿） |
1. ↑  [ʨi̯ɛ53] 可能来源于“这一”或“这样儿”的合音。
2. 1 2 3  不带 [ɦɤɻ2] 的用来表示地点的三个词汇天津话中也存在。在这种形式中，“这里”读作 [ʨjɛɻ53]，不如双音节的形式常见。“那里”和“哪里”读 [nɑɻ53] 和 [nɑɻ24]。
3. ↑  “可…（如热闹）啦”句型在天津话使用较少，代之的是“…极啦”的形式。“倍儿…”是极具天津特色的句型。
4. ↑  此词疑来自“损”相传写法为"面丑"（但实际上，鬊更有凌乱之意，似为本字）。天津话另有 [su̯ən24]，义同普通话，有“挖苦”和“刻薄”二义。

### 对人的称谓
普通的人称代词与普通话无异——我、你、他，复数加“们”，仅调值有差别，最明显的是“他/她/它” [tʰɑ21]。尊称第二人称单数代词“您”也存在，使用上与“你”的区分与北京话一样严格，只是天津话很多场合讲“您了/你了” [nin/ni45 lə3] 代替“您”。例如：您了介似嘎嘛去（/nin45 lə3 ʨi̯ɛ53 sɿ53 kɑ21 mɑ53 ʨʰi̥3/，您这是干什么去？）；您了吃了吗，等等。关于“了”的讨论，见下面语法一节。
对亲属的称谓如下：
- 对父亲、母亲及双方父母面称“爸、妈、爷爷、奶奶、姥爷、姥姥”。
- 对哥、姐面称“哥、姐”，对弟、妹面称直呼名字。
- 对父母的兄弟姐妹，面称“大爷（比父亲大，前可加排行，如：二大爷，三大爷）、老伯（比父亲小称伯，读bai阴平，可加排行，二伯，三伯，最末为老伯）、大姑、老姑；大舅、老舅、大姨、老姨”。
  - 对年龄最小的姑、舅、姨则常称为老姑、老舅、老姨。
- 祖辈对孙辈，面称一般称姓名、小名或昵称，背称除可与面称相同外，对孙子、孙女还称“红眼儿”，对外孙、外孙女称“白眼儿”。这两个称呼偶尔也用在面称；但无论是面称还是背称，都只能用于指非成年人。两个词无褒贬的附加义，常常是不明其关系的人在询问老人和孩子的关系时使用。
- 对舅父的妻子，老天津人称“舅母”，新一代一般称“舅妈”，一些人也称“妗子”。“舅妈”是受普通话，特别是北京话的影响而借用的。“妗子”一般认为是河北人、东北人带来的外来称呼。
- 父亲兄长的妻子为“娘娘”、“大娘（可加排行，二大娘，三大娘）”；父亲之弟的妻子称为婶：二婶，三婶，老婶等。
- 老天津人对姨母的孩子称“姨哥、姨姐、姨弟、姨妹”，新一代天津人一般用“表”替代“姨”，是受普通话或北京话影响的缘故。
- 老天津人多称弟弟的妻子为“兄弟媳妇儿（媳读阴平）”，新一代天津人称“弟妹”，也是受普通话影响的缘故。

对包括陌生人在内的非亲属的面称（擬親屬關係），对50岁左右以上的人称“大爷、大娘”，对（明显是爷爷奶奶辈的）老年人泛称“爷爷、奶奶”，对不便用“大爷、大娘”称呼的十几岁到四五十岁之间的人通称“大哥、大姐”，但很多时候称为“哥哥”、“姐姐”。年龄小于自己的女性亦称“姐姐”或“小姐姐”。

## 语法
天津话语法与周边官话方言的语法（包括普通话在内）十分相近，差异不如语音上的差异显著。郭红（2009）分析了天津话“了”的使用方面的独特之处，列出以下两点：
1. 天津方言的“了1” [lə] 与普通话中作现实体形态标志的“了1”用法基本相同。有一些普通话用“了1”，天津话不能用“了”，而用结果补语“完”，表示两个行为衔接紧密，句中前面的动词可以是弱持续性动词或一部分非持续性动词，如“去、丢、塌、结婚”等。天津话中非持续性动词后加“完”，不可加“了1”的例子见下：
管它那（个）去！等它塌完我再盖！
头一场已经败完了2，作为领导不给鼓劲加油，反而不负责任、怨三怨四。
2. 天津方言的“了2”单独读时，老派读 [lɑ]，新派受普通话影响有时读 [lə]；后有其他语气词时则一概读 [lə]。它涵盖了普通话表感叹的“了2”、表疑问的“呢1”和肯定句用的“呢2”的功能。例如：
干嘛了2 [lɑ/lə]？——写信了2 [lɑ/lə]。（普通话分别用“呢1”和“呢2”）
着嘛急！我明儿才去了2 [lɑ/lə]！（普通话用“呢2”）
你要再早点儿打电话，我还没回来了2 [lɑ/lə]。（否定句亦用“了2”；普通话用“呢2”）
小丰正看着书了2 [lɑ/lə]，别叫他了2 [lɑ/lə]。（第一个“了2”表持续的状态，普通话用“呢2”；第二个“了2”普通话也用“了2”）
别催了，这不做着了2 [lə]嘛！（后有语气词）
孩子现在正玩儿着了2 [lə]吧？（后有语气词）

## 天津话文化
天津话常常被形容为“哏”‹génr› [kəɻ45]，哏不但代表了天津话幽默，也说明了天津人一种化解意识和轻松乐观对待人生的态度。天津话给人的印象是干净利索、语言简练、齿音重，粗野并不计小节。天津话有极为丰富的俚语、土语，生动活泼形象，很难用普通话代替；另一方面，这个因素与媒体播报中天津话的缺失，和影视作品中对天津话的贬低和挖苦式使用等诸多因素一起，也使天津话有时被视为不够正式、严肃的语言。
天津涌现过大量的相声艺术家，如马三立、侯宝林、李德鍚（常誤為李德錫）、张寿臣、郭荣起、常宝霆、苏文茂、刘文亨、高英培、马志明、李伯祥、魏文亮、郭德纲等，相声传统曲目有300多段，其中不乏以天津话表演的段子。相声界的传统是一段相声或一位相声表演艺术家，必须先在天津走红，才算在相声界取得地位，虽然主要是以北京话进行表演。
天津话的俗语，如“当当（借钱）吃海货，不算不会过”，意指把家产拿去当铺当掉换钱买新鲜的海鲜吃，不能算是不会过日子，可见天津人对海鲜的狂热。

## 天津话流行文化
《没事儿偷着乐》（1998年）相声演员，笑星冯巩、李嘉存主演的天津话喜剧电影。
《杨光的快乐生活》（2004年至今）是由相声演员杨议、杨少华主演的天津话情景喜剧。
《天津闲人》（2012年8月18日年）是由演员管新城、张金元主演的天津话剧情电影。
《别拿自己不当干部》（2007年3月2日年）是由相声演员，笑星冯巩、闫妮主演的天津话剧情电影。
《杨光的快乐生活》（电影版）（2013年）是由相声演员杨议、韩兆主演的天津话喜剧电影。
《津门三少爷》（2014年）是由演员王靖宇、李栋、三浦研一主演的天津话剧情电影。